# Philip Edward Mosely
Philip Edward Mosely (n. 21 septembrie 1905 – d. 1972) a fost un istoric, profesor, sociolog, politolog și diplomat american, membru de onoare al Academiei Române (1947).

## Biografie
S-a născut la Westfield, statul Massachusetts. A terminat în 1926 cursurile Universității Harvard. În anii 1930-1932 a lucrat în URSS, unde a efectuat cercetări de arhivă iar în 1933 și-a susținut doctoratul la Universitatea Harvard (student al lui Michael Karpovich). Tot în perioada interbelică, tânărul Mosely a făcut parte din echipa de cercetări a cunoscutului sociolog Dimitrie Gusti și a avut prilejul să viziteze toate provinciile României. A predat la universitățile Princeton, Union College și Cornell. În perioada celui de Al Doilea Război Mondial a lucrat pentru Departamentul de Stat. În perioada 1946-55 și 1963-72 a fost profesor de relații internaționale la Universitatea Columbia. În perioada 1955-63 a fost profesor secundar la Universitatea Columbia și Director la Consiliul pentru Relații Externe. De asemenea, a fost director al Institutului Rus din Columbia.
În 1947 a fost primit membru de onoare din străinătate al Academiei Române.

## Activitate publicistică

### Cărți
- Russian Diplomacy and the Opening of the Eastern Question in 1838-1839, Cambridge, Mass. 1934.
- (editor) The Soviet Union, 1922-1962: a foreign affairs reader, New York: F. A. Praeger 1963.
- (co-autor: Marshall Shulman), The changing Soviet challenge, Racine, Wisconsin: The Johnson Foundation 1964.
- The Soviet Union since Khrushchev, New York: Foreign Policy Association 1966.